# إيفان بارنيف
إيفان بارنيف (بالبلغارية: Иван Бърнев)‏ هو ممثل بلغاري، ولد في 15 يوليو 1973 بدوبريتش في بلغاريا.

## وصلات خارجية
- إيفان بارنيف على موقع IMDb (الإنجليزية)
- إيفان بارنيف على موقع قاعدة بيانات الفيلم (الإنجليزية)